# Xã Nashwauk, Quận Itasca, Minnesota
Xã Nashwauk (tiếng Anh: Nashwauk Township) là một xã thuộc quận Itasca, tiểu bang Minnesota, Hoa Kỳ. Năm 2010, dân số của xã này là 1.681 người.